# ドナルド・ヘンリー・ギャスキンス
ドナルド・ヘンリー・"ピーウィー"・ギャスキンス・ジュニア（Donald Henry "Pee Wee" Gaskins Jr., 1933年3月13日 - 1991年9月6日）は、アメリカ合衆国の連続殺人犯。サウス・カロライナ州フローレンス郡の出身。
殺人犯であることが明らかになる以前から、その名前は法執行機関に知られていた。ジョン・ヘンリー・ナイト(John Henry Knight)を殺害した事件の裁判を回避するため、答弁取引(Plea Agreement)の一環として宣誓証言(Sworn Testimony)を行ったギャスキンスは、1970年から1975年にかけて13人を殺害したことを認めた。彼の最後の逮捕は、1975年9月に行方不明となった13歳の少女、キム・ゲールケン(Kim Gehlken)の非行に関与した容疑であった。この行方不明の少女の捜索活動中、警察はサウス・カロライナ州プロスペクトにて、ギャスキンスの自宅付近に浅く埋められていた8体の遺体を発見した。1976年5月、フローレンス郡の陪審団は、埋められていた犠牲者の一人、デニス・ベラミー(Dennis Bellamy)を殺害した罪で、わずか47分で「電気椅子による死刑」の評決を下したが、この死刑判決はサウス・カロライナ州の最高裁判所によって1978年2月に破棄された。ギャスキンスは新たに裁判を受ける代わりに、デニス・ベラミーとその仲間を殺したことを認めた。ギャスキンスは終身刑を10回宣告され、サウス・カロライナ州コロンビアにある中央矯正施設(Central Correctional Institution, CCI)で服役することになった。ここにいる間、ギャスキンスは死刑囚の一人、ルドルフ・タイナー(Rudolph Tyner)を、プラスティック爆弾の一種である「C4 Explosive」を使って殺害した。ルドルフ・タイナーを殺したギャスキンスは二度目の死刑判決を受け、1991年9月6日、電気椅子で処刑された。処刑される少し前、ギャスキンスは110人を殺した趣旨を語ったが、この声明については、ごく一部の例外を除き、法執行機関やジャーナリストは「自身の悪名を轟かせようとする企みである」と考えており、事実とはみなされていない。ギャスキンスによる犠牲者のうち、15歳以下の者は少なくとも4人いた。

## 生い立ち
1933年3月13日、サウス・カロライナ州フローレンス郡にて、数多くいた私生児の最後の一人として生まれた。小柄な子供であった彼は「ピーウィー」(Pee Wee, 「おチビさん」)の渾名で呼ばれた。成人を迎えたころの彼は、身長は約163cm、体重は約59㎏であった。ドナルドは、自分の母親からも義理の父親からも育児放棄されていた。実の父親には一度も会ったことが無かった。「義理の父親」は複数人おり、母親はそのうちの一人と結婚した。幼いドナルドは、この義理の父親から日常的に暴力を振るわれていた。母親は息子に関心を示さなかった、と思われており、自身の名前が「ドナルド」であることを彼が初めて知ったのは、最初に出廷した際にその名を読み上げられたときであったという。ドナルドについて、「世間擦れしており、ユーモアにおける鋭い認識能力、友好的で人を楽しませる性格」を兼ね備えた「他人を巧みに操る詐欺師」と説明されることが多い。
ドナルドが1歳のとき、灯油を誤って飲んでしまい、3歳になるまで身体が痙攣を起こしていた、と伝えられている。思春期のころには、不良少年の集団と一緒に、強盗、暴行、輪姦に参加した。13歳のとき、ある若い女性の自宅に侵入しようとしたところを見付かり、その女性の頭を斧で殴ったことを理由に有罪判決を受け、サウス・カロライナ州フローレンス郡にある「サウス・カロライナ白人少年産業学校」という名の感化院に5年間入所することになった。彼はここで、ほかの収監者たちから代わる代わる輪姦された。感化院から脱走したのち、ドナルドは結婚し、自身の刑期を終えるために感化院に自主的に戻り、1951年に釈放となった。タバコ農園で短期間働いていたが、1953年、ある一人の少女の頭を金槌で殴り、逮捕された。これについてギャスキンスは、「侮蔑的な態度を取られたから」と主張している。ギャスキンスは、サウス・カロライナ州立刑務所(The South Carolina Penitentiary, 1999年に取り壊された)で6年間の懲役刑を言い渡された。ある日、ギャスキンスは、この刑務所で恐れられていたヘイゼル・ブラゼル(Hazel Brazell)という名の受刑者を、「自衛のため」と称して殺害した。ギャスキンスによれば、刑務所内の厨房にあった果物ナイフを忍ばせてブラゼルに近付き、ブラゼルの喉を突き刺し、引き裂いたという。ブラゼルを殺したギャスキンスは、過失致死の罪で懲役刑を3年延長されたが、これ以降、ギャスキンスは他の受刑者たちから敬意をもって接せられるようになった。それまでは他人の餌食になるしかなかったギャスキンスであったが、ヘイゼル・ブラゼルを殺したことにより、支配的な立場に変わった。1955年、ギャスキンスは、ごみ収集車の荷台に隠れる形で脱走し、フロリダ州に逃れた。彼はここで、巡業遊園地に就職したが、再逮捕され、身柄を拘留された。1961年8月に仮釈放された。出所したギャスキンスは強盗を犯し、さらに盗品の故買を始めるようになった。仮釈放から2年後、ギャスキンスは12歳の少女に対する強姦の容疑で逮捕されたが、判決が出るのを待っている間に逃亡した。のちにジョージア州で再逮捕され、8年の懲役刑を言い渡された。1968年11月に仮釈放されてまもなく、ギャスキンスはサウス・カロライナ州のサムター(Sumter)に移住し、屋根拭きの会社で働き始めた。

## 殺人
1969年9月、ギャスキンスはヒッチハイクをしていた金髪の女性を拾い、その女性を拷問したのち、沼地の中に沈めた。これはギャスキンスが刑務所に服役していたこととは無関係の殺人であった。ギャスキンスはこのヒッチハイカーについて、ギャスキンスが処刑されたあとに出版された自伝『Final Truth: The Autobiography of a Serial Killer』の中で、「俺が当時考えていたのは、思い付く限りのあらゆることをこの娘にしてやりたい、ということだったんだ」と語っている。ギャスキンスによれば、アメリカ南部の海岸沿いを通る主要幹線道路を運転しているときに多くのヒッチハイカーと出会い、殺してきたが、その最初に出会った人物がこの女性であったという。この海岸沿いでの犠牲者たちについて、ギャスキンス本人は「Coastal Kills」（「沿岸殺人」）と呼んで分類した。ギャスキンス自身が身体の奥底で感じていた「どうにもならない」感覚が呼び覚まされると、それを鎮めるために獲物を探し求めて出掛けた。平均でおよそ6週間に一度の頻度で殺したという。相手が男であれ女であれ、ギャスキンスは、自身が満足するため、犠牲者をできるだけ長時間拷問し、その手足を切り落としたという。ギャスキンスは、犠牲者たちを刺す、窒息させる、切断する、といった様々な方法で殺し、さらにはその肉を喰らったことも語った。のちにギャスキンスは「80 - 90人は殺した」と告白しているが、この「沿岸殺人」の声明については、証拠による裏付けが取られたことは無い。「沿岸殺人」について、ギャスキンスは自伝の中で「6週間に一度の頻度で殺した」と語っているが、一方で「毎月10日までに獲物を探し出す、という抗いがたい強烈な衝動に駆られていた」とも語っており、矛盾が生じている。
以下に挙げる犠牲者の名前は、遺体が発見・確認されており、法執行機関による記録とギャスキンスによる宣誓証言で裏付けも取れている。

### 1970年
1970年11月、ギャスキンスは個人的な理由で殺人を犯した。ギャスキンス自身の知り合いであったり、親類関係にある人物で、ギャスキンス自身が「沿岸殺人」に対して「Serious Murders」（「真剣殺人」）と呼んで分類していたものであった。確認された最初の犠牲者は、自身の姪、ジャニス・カービィ(Janice Kirby)と、その友人、パトリシア・アン・アースブルック(Patricia Ann Alsbrook)である。ジャニスは15歳、パトリシアは17歳で、二人ともギャスキンスに殴り殺された。ギャスキンスによれば、二人は薬物にふけっており、そのことに対してひどく立腹した、と語っているが、その一方で「ギャスキンスは二人を犯そうとした」と考える者もいる。
1970年12月、サウス・カロライナ州上院議員、ジェイムス・カティーノ・ジュニア(James Cuttino Jr)の13歳の娘、マーガレット・"ペグ"・カティーノ(Margaret "Peg" Cuttino)を犯し、拷問し、殺害した。ギャスキンスは、「ペグを殺したのは俺だ」と告白しているが、法執行当局は「売名行為だ」と断言した。これに対してギャスキンスは「なんでこの俺が売名行為なんざする必要があるんだ？」と批判している。

### 1971年
1971年3月、20歳のマーサ・アン・ディックス(Martha Ann Dicks)を殺害した。彼女は自身を「クライド」(Clyde)と名乗っていた。彼女はジャニス・カービィとパトリシア・アン・アースブルックに麻薬を渡しており、麻薬の売人ではないか、と疑われていたという。ギャスキンスは自伝の中で、マーサを殺した動機について、「ピーウィーの子供を孕んじゃった」と嘘を吐いた、と語っており、「あいつが大嘘吐きだったからだってことを、はっきりさせておきたいんだ」「俺は人種を理由に誰かを殺したことは一度も無い」と断言している。

### 1972年
1972年、エディ・ブラウン(Eddie Brown)とバーティー・ブラウン(Bertie Brown)、一組の男女を殺し、その遺体を賃借住宅の裏に埋めた。場所について、ギャスキンスは一度「コロンビア周辺を一巡する近道だった」と述べただけで、正確な位置は特定できなかった。

### 1973年
1973年6月、22歳のドリーン・ホープ・デンプスィー(Doreen Hope Dempsey)と、その2歳の娘、ロビン・ミッシェル・デンプスィー(Robin Michelle Dempsey)を殺した。ギャスキンスは、ロビンの性器と肛門を犯したのち、首を絞めて殺したという。ギャスキンスは、ドリーンが黒人との間にできた子供を産み、さらには二人目を妊娠している事実を知ると、ドリーンとロビンの二人を殺害した。なお、ギャスキンスは自伝の中で「俺がドリーンとロビンを殺したのは、ドリーンが黒人とまぐわったこと、その黒人との子供を産んだこととは、何の関係も無い。中央矯正施設(Central Correctional Institution, CCI)に戻ることになったからだ。ここにいる限り、本当のことは口が裂けても言えない」「この俺が、2歳の子供を犯した、なんてことが知られたら、ここにいる囚人からは敬意を向けられなくなる。どんな箔が付こうとも、優位な立場や敬意が無い状態でCCIで生きていくのは、死ぬよりも辛い」「男にとっては、自身の評判こそが全てなのだ」と語っている。1978年に行われた有罪答弁(Guilty Plea)の取引の材料として、ギャスキンスはドリーンとロビンの殺害について語り、その際に「黒人との子供を産んだからだ」と述べたが、「『ドリーンを殺したのは黒人との子供を産んだからだ』と言えば、取り調べの連中やCCIにいる白人の受刑者も俺の言うことを信じるだろう」と語っている。

### 1974年
1974年6月、犯行仲間であったジョニー・セラース(Jonny Sellers)と、その元恋人、ジェスィー・ルース・ジュディ(Jessie Ruth Judy)の2人を殺害した。ジョニーは36歳、ジェスィーは22歳であった。セラースは一隻のボートを盗み、それを売って得た分の代金をギャスキンスに要求した。ギャスキンスは、ギャスキンス自身も自動車窃盗に関与していることをセラースが警察に告白するのではないか、と恐れていた。ジェスィーについては、ギャスキンスによるセラースの殺害を含めて、ギャスキンスの犯罪行為を警察に話す可能性を考えたギャスキンスは、セラースの後頭部を銃で撃ち、その後、セラースの死体がある場所までジュディを連れて行き、彼女の背中に刃物を突き刺して殺し、2人の死体を埋めた。ギャスキンスはセラースについて、「金に汚い」と語っている。
この年には、ホレス・ジョーンズ(Horace Jones)という40歳の男性を殺した。

### 1975年
1975年2月、ギャスキンスは、45歳の男性、サイラス・バーンウェル・イェイツ(Silas Barnwell Yates)を殺害した。これは委託殺人であり、イェイツを殺して欲しい、と頼まれて引き受けたという。ギャスキンスはイェイツの喉を切り裂いて殺した。ジョン・オーウェンス(John Owens)とスザンヌ・キッパー(Suzanne Kipper)の2人は、イェイツに対して恨みを抱いており、イェイツを殺してくれる人物を探していたのだという。2人は報酬として、ギャスキンスに1500ドル支払った。
25歳のダイアン・ベラミー・ニーリー(Diane Bellamy Neeley)は、ギャスキンスの犯罪仲間、ウォルター・ニーリー(Walter Neeley)と別居していた。1975年4月10日、ギャスキンスは、ダイアンとその恋人、エイヴリー・リローイ・ハワード(Avery Leroy Howard)の2人を殺害し、その死体を埋めた。
ギャスキンスは、13歳の少女、キム・ゲールケン(Kim Gehlken)を犯し、拷問し、殺害した。
1975年10月10日、ギャスキンスは、27歳のデニス・ベラミー(Dennis Bellamy)と、その腹違いの兄弟で15歳のジョン・ヘンリー・ナイト(John Henry Knight)の2人を殺害した。

## 最後の逮捕
ギャスキンスの犯罪仲間、ウォルター・ニーリーは、ギャスキンスが、デニス・ベラミーとジョニー・ナイトの2人を殺したことを知っている趣旨を警察に告白した。1975年11月14日、ギャスキンスは逮捕された。ニーリーは、ギャスキンスが、過去5年間で行方不明者として登録されている人物のうち、数人を殺したことをニーリーに打ち明け、ギャスキンスの犠牲者たちが埋められている場所をニーリーに教えたことを警察に告白した。1975年12月4日、ニーリーは、サウス・カロライナ州プロスペクト(Prospect, South Carolina)にあるギャスキンスの自宅付近の土地に警察を案内し、そこに埋められていた8体の遺体を発見した。

## 死刑判決
1976年5月24日、ギャスキンスは、一件の殺人容疑で裁判にかけられ、5月28日に死刑を宣告された。しかし、サウス・カロライナ州議会が1974年に発表した死刑に関する裁定が、ほかの州での死刑の裁定における、アメリカ合衆国最高裁判所(The Supreme Court of the United States)の指針に準ずるよう変更されたことに伴い、終身刑に減刑された。
1982年9月、ギャスキンスは別の殺人事件を起こしたことで、「アメリカ随一の卑劣漢」(The Meanest Man in America)との呼び名を獲得した。ギャスキンスは、サウス・カロライナ州コロンビアにある中央矯正施設の死刑囚監房(Death Row)にいた、ルドルフ・タイナー(Rudolph Tyner)という名の黒人を、プラスティック爆弾を使って殺害した。ルドルフ・タイナーは、サウス・カロライナ州マレルス・インレット(Murrells Inlet, South Carolina)にあった店で武装して強盗を働き、経営者の老夫婦を殺し、死刑判決を受けた。タイナーは2人の人間を殺した罪で死刑囚監房に収監されていた。ギャスキンスは、この老夫婦の息子、トニー・チーモ(Tony Cimo)という男から、「タイナーを殺して欲しい」と依頼された。タイナーは1978年3月18日に店の経営者の老夫婦を武装強盗で殺害した罪で死刑判決を受けるも、その判決を不服として上訴していた。老夫婦の息子、トニー・チーモは、報酬として2000ドルをギャスキンスに贈り、ルドルフ・タイナーの殺害を依頼した。控訴の手続きは時間が掛かりすぎるためであった。トニー・チーモは、ルドルフ・タイナーを殺すのに必要なものをギャスキンスに尋ねた。ギャスキンスは、靴の踵に「C4 Explosive」を仕込んで郵送して欲しい、と伝えた。ギャスキンスは、雷管付きのプラスティック爆弾、長い電線、無線機を入手し、タイナーに試しに耳に当ててみるよう伝えたところ、内部通話装置付きの拡声器ができあがった。タイナーのいる独房内に携帯型無線機に似た装置を取り付け、こうすることで「独房間で通信ができる」とタイナーに告げた。これより以前、ギャスキンスはタイナーを殺すため、彼の飲食物に毒を混入したことが何度かあったが、いずれも失敗に終わった。業を煮やしたギャスキンスはタイナーを確実に葬り去るため、爆弾を使おうと考えた。
1982年9月12日、ギャスキンスは、ルドルフ・タイナーの殺害を決行した。ギャスキンスは、独房内にあった電源出力に電線を差し込み、間に合わせの爆弾を起爆させた。事前に約束した時間に、C4爆弾を仕込んだ拡声器を耳に当てさせると、ギャスキンスはこの爆薬を起爆させた。ルドルフ・タイナーの身体は粉々に吹き飛んだ。
トニー・チーモは殺人罪で起訴されたが、別の軽犯罪で有罪となり、8年の懲役刑を宣告された。彼は1986年に仮釈放となった。
この物語は1986年にテレビ映画 "Vengeance:  The Story of Tony Cimo"（許されざる復讐）に採用され、その中でブラッド・ドゥーリフがガスキンズを演じた。ガスキンズに対する電気椅子刑と犯罪者に対する州の政策に対する控訴が続いていたため、映画ではガスキンズの名前が変更された。
ギャスキンスは「奴が最期の瞬間に聞いたのは、俺の高笑いだったはずさ」と語っている。ギャスキンスは、ルドルフ・タイナー殺害の裁判で死刑判決を受けた。サウス・カロライナの歴史において、黒人を殺害したのを理由に死刑を宣告された最初の人物となった。
1991年6月、最高裁判所は、ギャスキンスの上告を棄却した。これにより、ギャスキンスが死刑から逃れることはもはや不可能となった。
死刑囚となったギャスキンスは、100人を超える人間を殺した趣旨を主張したが、ギャスキンスの供述を裏付ける証拠は見付かっていない。

## 死
1991年9月6日午前1時10分、ドナルド・ギャスキンスは電気椅子で処刑された。ギャスキンスは、死刑制度が復活したサウス・カロライナ州で、電気椅子で処刑された4番目の人物であった。ギャスキンスの最期の言葉は「I'll let my lawyers talk for me. I'm ready to go.」（「俺の弁護士に話してもらうよ。死ぬ覚悟はできているさ」）であったという。
ギャスキンスは自伝の終盤で「I have walked the same path as God, by taking lives and making others afraid, I became God's equal. Through killing others, I became my own master. Through my own power I come to my own redemption.」（「俺は神と同じ道を歩んできた。他人の命を奪い、俺を恐れさせることで、俺は神と対等な存在になれた。人を殺すことにより、俺は自分自身の主となった。俺自身の力でもって、自分の罪を贖うまでに至ったのだ」）と語っている。